# 64è Festival Internacional de Cinema de Canes
El 64è Festival Internacional de Cinema de Canes es va dur a terme de l'11 al 22 de maig de 2011. L'actor estatunidenc Robert De Niro fou president del jurat de la competició principal i el cineasta francès Michel Gondry ho fou de la competició de curtmetratges. El director sud-coreà Bong Joon-ho fou el cap del jurat del premi Caméra d'Or, que premia al director novell. La pel·lícula estatunidenca The Tree of Life, dirigida per Terrence Malick va guanyar la Palma d'Or.
Midnight in Paris, escrita i dirigida per Woody Allen, va obrir el festival i Les Bien-aimés, dirigida per Christophe Honoré i projectada fora de competició, va tancar el festival. Mélanie Laurent va dirigir les cerimònies d'obertura i clausura.
El director italià Bernardo Bertolucci fou presentat amb la tercera Palma d'Or honorària en la cerimònia d'apertura del festival. Tot i que el premi havia estat atorgat esporàdicament en el passat, se suposava que la Palma d'Or honorífica es presentaria anualment després del 2011. No obstant això, no es va tornar a lliurar fins al 68è Festival Internacional de Cinema de Canes. La pel·lícula Gus Van Sant Restless va obrir la secció Un Certain Regard Els directors de cinema iranians empresonats Jafar Panahi i Mohammad Rasoulof foren homenatjats al festival. Goodbye de Rasoulof i This Is Not a Film de Panahi foren projectades al festival, i Panahi fou guardonat amb la Carrosse d'Or. Quatre directores participaren en la competició principal: l'australiana Julia Leigh, la japonesa Naomi Kawase, l'escocesa Lynne Ramsay i la francesa Maïwenn Le Besco.
El director danès Lars von Trier va causar controvèrsia amb els comentaris que va fer en la conferència de la seva pel·lícula Melancholia. Quan se li va preguntar sobre la relació entre les influències del romanticisme alemany a la pel·lícula i el seu propi patrimoni alemany, el director va fer bromes sobre jueus i nazis. Va dir que comprenia Adolf Hitler i va admirar el treball de l'arquitecte Albert Speer i va anunciar de broma que era nazi. Per primera vegada el Festival de Cinema de Canes va publicar una disculpa oficial en les observacions del mateix dia i va aclarir que Trier no és nazi ni antisemita, aleshores va declarar al director "persona non grata" l'endemà. La pel·lícula es va mantenir en competició.

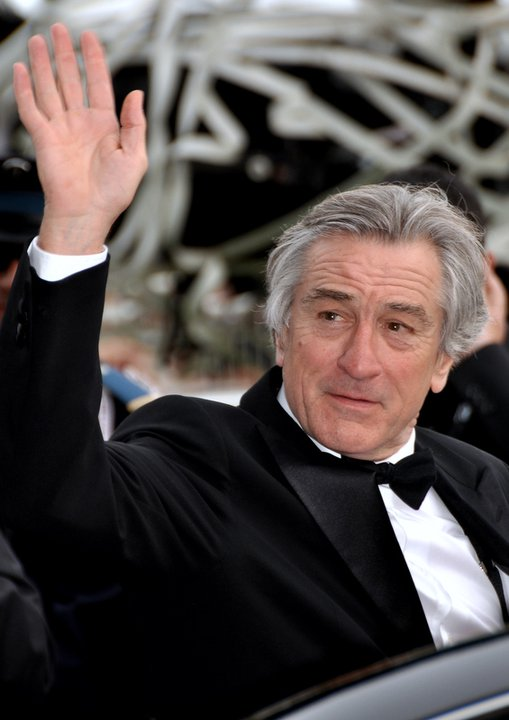
Robert De Niro, president del jurat

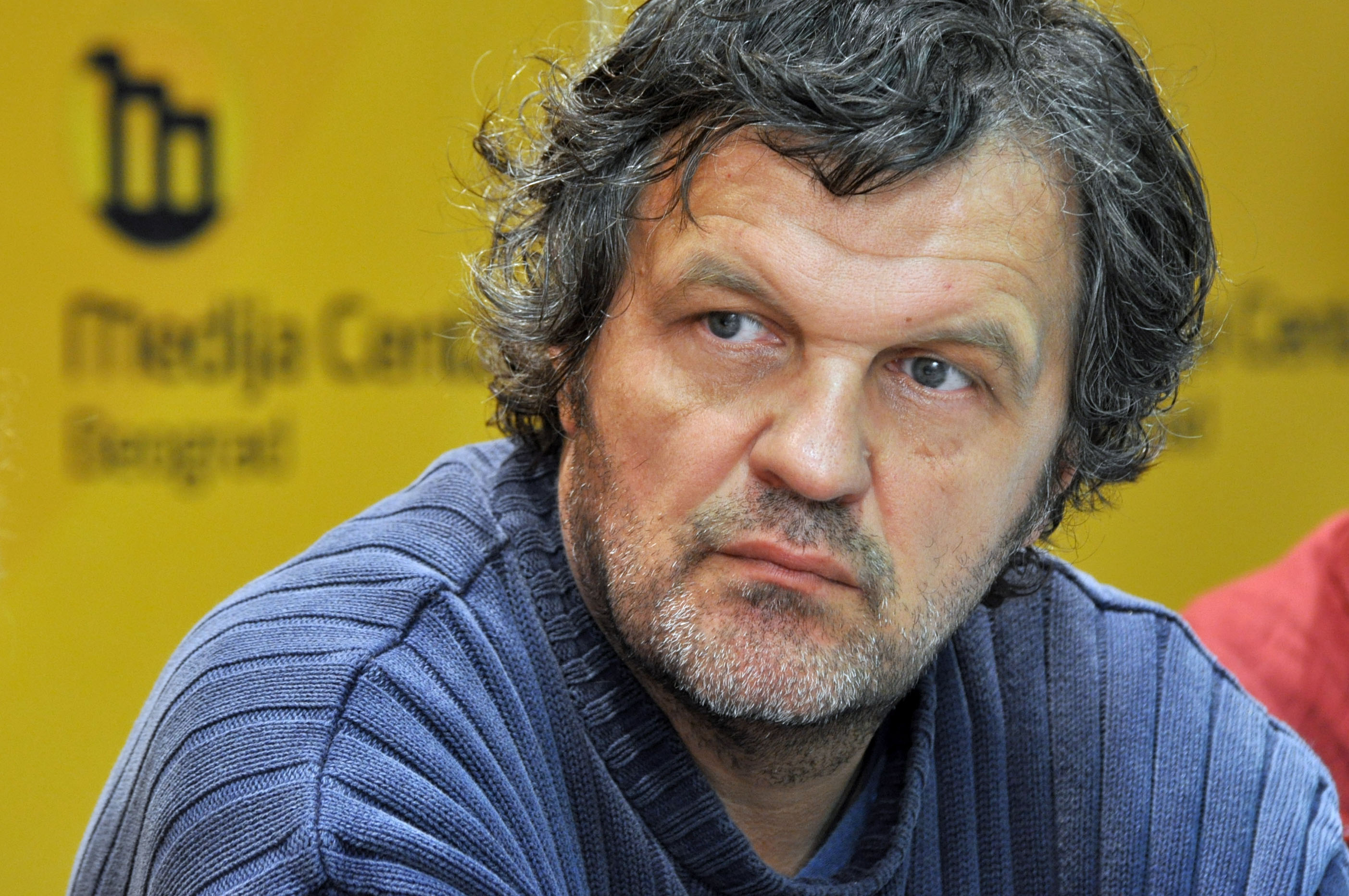
Emir Kusturica, president del jurat d'Un Certain Regard

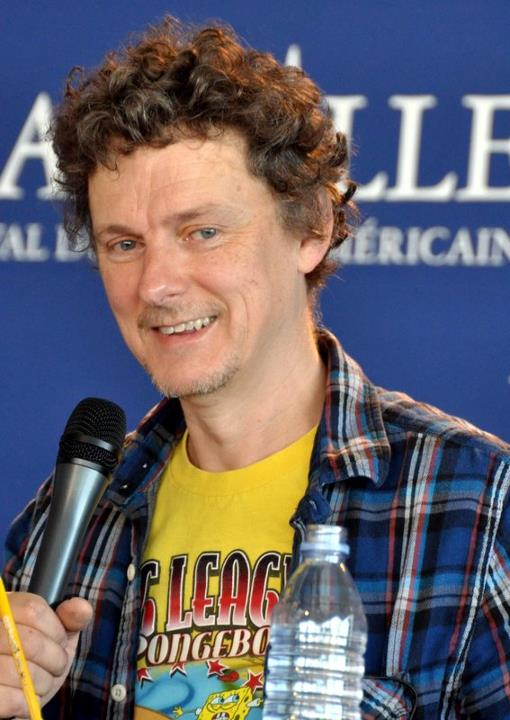
Michel Gondry, president del jurat Cinéfondation i curtmetratges

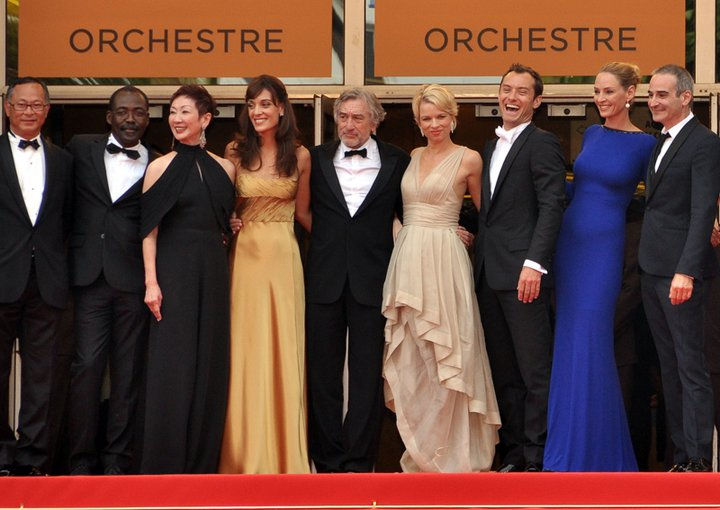
El jurat de la competició principal. D'esquerra a dreta: Johnnie To, Mahamat-Saleh Haroun, Nansun Shi, Martina Gusman, Robert De Niro, Linn Ullmann, Jude Law, Uma Thurman i Olivier Assayas

## Jurat

### Competició principal
Les següents persones foren nomenades per formar part del jurat de la competició principal en l'edició de 2011:
- Robert De Niro (actor estatunidenc) President
- Jude Law, (actor anglès)
- Uma Thurman (actriu estatunidenca)
- Martina Gusmán (actriu i productora argentina)
- Nansun Shi (productor de Hong Kong)
- Linn Ullmann (crítica i escriptora noruega)
- Olivier Assayas (director francès)
- Mahamat-Saleh Haroun (director txadià)
- Johnnie To (director i productor de Hong Kong)

### Un Certain Regard
Les següents persones foren nomenades per formar part del jurat de la secció Un Certain Regard de 2011:
- Emir Kusturica (director serbi) President
- Élodie Bouchez (actriu francesa)
- Peter Bradshaw (crític britànic)
- Geoffrey Gilmore (director creatiu de Tribeca Enterprises)
- Daniela Michel (directora mexicana del Festival de Morelial)

### Cinéfondation i curtmetratges
Les següents persones foren nomenades per formar part del jurat de la secció Cinéfondation i de la competició de curtmetratges:
- Michel Gondry (director francès) President
- Julie Gayet (actriu i productora francesa)
- Jessica Hausner (directora i productora austríaca)
- Corneliu Porumboiu (directora romanesa)
- João Pedro Rodrigues (director portuguès)

### Càmera d'Or
Les següents persones foren nomenades per formar part del jurat de la Càmera d'Or de 2011:
- Bong Joon-ho (director sud-coreà) President
- Danièle Heyman (crític francès)
- Eva Vezer (cap de la Magyar Filmunio)
- Robert Alazraki (cineasta francpes)
- Daniel Colland (encarregat del laboratori Cinedia)
- Jacques Maillot (director francès)
- Alex Masson (crític francès)

### Jurats independents
El següent jurat independent va premiar les pel·lícules en el marc de la Setmana Internacional de la Crítica.
Gran Premi Nespresso
- Lee Chang-dong (director sud coreà) President
- Scott Foundas (crític estatunidenc)
- Nick James (crític anglès)
- Sergio Wolf (crític argentí)
- Cristina Piccino (crítica italiana)

## Selecció oficial

### En competició – pel·lícules
Les següents pel·lícules competiren per la Palma d'Or: El guanyador de la Palma d'Or ha estat il·luminat.
| Títol original                              | Director(s)          | País                    |
| ------------------------------------------- | -------------------- | ----------------------- |
| The Artist                                  | Michel Hazanavicius  | França                  |
| Drive                                       | Nicolas Winding Refn | Estats Units            |
| Hearat Shulayim                             | Joseph Cedar         | Israel                  |
| Hanezu No Tsuki 朱花の月                    | Naomi Kawase         | Japó                    |
| Ichimei 一命                                | Takashi Miike        | Japó                    |
| Le Havre                                    | Aki Kaurismäki       | Finlàndia               |
| L'apollonide (Souvenirs de la maison close) | Bertrand Bonello     | França                  |
| Le Gamin au vélo                            | germans Dardenne     | Bèlgica                 |
| Melancholia                                 | Lars von Trier       | Dinamarca               |
| Michael (CdO)                               | Markus Schleinzer    | Àustria                 |
| Bir Zamanlar Anadolu'da                     | Nuri Bilge Ceylan    | Turquia                 |
| Pater                                       | Alain Cavalier       | França                  |
| Polisse                                     | Maïwenn Le Besco     | França                  |
| La piel que habito                          | Pedro Almodóvar      | Espanya                 |
| Sleeping Beauty (CdO)                       | Julia Leigh          | Austràlia               |
| La source des femmes                        | Radu Mihăileanu      | França                  |
| This Must Be the Place                      | Paolo Sorrentino     | Itàlia, França, Irlanda |
| The Tree of Life                            | Terrence Malick      | Estats Units            |
| Habemus Papam                               | Nanni Moretti        | Itàlia                  |
| We Need to Talk About Kevin                 | Lynne Ramsay         | Regne Unit              |

(CdO) indica pel·lícula elegible a la Caméra d'Or a la pel·lícula de debut.

### Un Certain Regard
Les següents pel·lícules foren seleccionades per competir a Un Certain Regard. Els guanyadors d'Un Cretain Regard han estat il·luminats.
| Títol original                 | Director(s)                 | País          |
| ------------------------------ | --------------------------- | ------------- |
| Arirang 아리랑                 | Kim Ki-duk                  | Corea del Sud |
| Skoonheid                      | Oliver Hermanus             | Sud-àfrica    |
| Bonsai                         | Cristián Jiménez            | Xile          |
| Bukchonbanghyang 북촌방향      | Hong Sang-soo               | Corea del Sud |
| Elena Елена                    | Andrei Zviagintsev          | Rússia        |
| Be omid e didār به امید دیدار  | Mohammad Rasoulof           | Iran          |
| Trabalhar Cansa (CdO)          | Juliana Rojas & Marco Dutra | Brasil        |
| Okhotnik Охотник               | Bakur Bakuradze             | Rússia        |
| Loverboy                       | Cătălin Mitulescu           | Romania       |
| Martha Marcy May Marlene (CdO) | Sean Durkin                 | Estats Units  |
| L'Exercice de l'État           | Pierre Schöller             | França        |
| Miss Bala                      | Gerardo Naranjo             | Mèxic         |
| Oslo, 31 August                | Joachim Trier               | Noruega       |
| Hors Satan                     | Bruno Dumont                | França        |
| Restless                       | Gus Van Sant                | Estats Units  |
| Les Neiges du Kilimandjaro     | Robert Guédiguian           | França        |
| Halt auf freier Strecke        | Andreas Dresen              | Alemanya      |
| Tatsumi                        | Eric Khoo                   | Singapur      |
| Toomelah                       | Ivan Sen                    | Austràlia     |
| Halla' Lawein? هلق لوين؟       | Nadine Labaki               | Líban         |
| Hwanghae 황해                  | Na Hong-jin                 | Corea del Sud |

(CdO) indica pel·lícula elegible a la Caméra d'Or a la pel·lícula de debut.

### Pel·lícules fora de competició
Les següents pel·lícules foren seleccionades per ser projectades fora de competició:
| Títol original                               | Director(s)                              | País         |
| -------------------------------------------- | ---------------------------------------- | ------------ |
| The Beaver                                   | Jodie Foster                             | Estats Units |
| Les Bien-aimés                               | Christophe Honoré                        | França       |
| La Conquête                                  | Xavier Durringer                         | França       |
| Midnight in Paris                            | Woody Allen                              | Estats Units |
| Pirates of the Caribbean: On Stranger Tides  | Rob Marshall                             | Estats Units |
| Projeccions nocturnes                        |                                          |              |
| Bollywood: The Greatest Love Story Ever Told | Rakeysh Omprakash Mehra & Jeff Zimbalist | Índia        |
| Días de gracia (CdO)                         | Everardo Gout                            | Mèxic        |
| Wu Xia                                       | Peter Chan                               | Hong Kong    |

(CdO) indica pel·lícula elegible a la Caméra d'Or a la pel·lícula de debut.

### Projeccions especials
Les següents pel·lícules foren mostrades com a projeccions especials.
| Títol original                  | Director(s) | País         |
| ------------------------------- | --- | ------------ |
| Tamantashar yom                 | Ahmad Abdallah, Mariam Abou Ouf, Kamla Abu Zikri, Ahmed Alaa, Mohamed Ali, Sherif Arafa, Sherif El Bendary, Marwan Hamed, Khaled Marei and Yousry Nasrallah | Egipte       |
| The Big Fix                     | Rebecca Tickell i Josh Tickell | Estats Units |
| Le Maître des forges de l'Enfer | Rithy Panh | França       |
| Tous au Larzac                  | Christian Rouaud | França       |
| Michel Petrucciani              | Michael Radford | França       |
| La khaoufa baada al'yaoum (CdO) | Mourad Ben Cheikh | Tunísia      |
| Labrador (CdO)                  | Frederikke Aspöck | Dinamarca    |
| Al-Bostagui                     | Hussein Kamal | Egipte       |

(CdO) indica pel·lícula elegible a la Caméra d'Or a la pel·lícula de debut.

### Cinéfondation
Les següents pel·lícules foren seleccionades per ser projectades a la competició Cinéfondation, que premia curtmetratges fets pers estudiants d'escoles de cinema. El guanyador del primer premi Cinéfondation ha estat il·luminat.
| Títol original                          | Director(s)                         | Escola                                        |
| --------------------------------------- | ----------------------------------- | --------------------------------------------- |
| The Agony and Sweat of the Human Spirit | D. Jesse Damazo & Joe Bookman       | University of Iowa, Estats Units              |
| Bento Monogatari                        | Pieter Dirkx                        | Hogeschool Sint-Lukas, Bèlgica                |
| Big Muddy                               | Jefferson Moneo                     | Columbia University, Estats Units             |
| Tigre z klietky                         | Aramisova                           | FAMU, Czech Republic                          |
| Der Wechselbalg                         | Maria Steinmetz                     | HFF Konrad Wolf, Alemanya                     |
| Drari                                   | Kamal Nazraq                        | La Fémis, França                              |
| Duelo Antes da Noite                    | Alice Furtado                       | Universidade Federal Fluminense, Brasil       |
| 야간비행 / Ya-gan-bi-hang               | Son Tae-gyum                        | Chung-Ang University, Corea del Sud           |
| Der Brief                               | Doroteya Droumeva                   | dffb, Alemanya                                |
| Al Martha lauf                          | Ma'ayan Rypp                        | Universitat de Tel-Aviv, Israel               |
| Befetach beity                          | Anat Costi                          | Bezalel Academy, Israel                       |
| Salsipuedes                             | Mariano Luque                       | National University of Córdoba, Argentina     |
| Suu et Uchikawa                         | Nathanael Carton                    | NYU Asia, Singapur                            |
| L'estate che non viene                  | Pasquale Marino                     | Centro Sperimentale di Cinematografia, Itàlia |
| A Viagem                                | Simão Cayatte                       | Columbia University, Estats Units             |
| La fiesta de casamiento                 | Gastón Margolin & Martín Morgenfeld | Universidad del Cine, Argentina               |

### Curtmetratges en competició
Els següents curtmetratges competien per Palma d'Or al millor curtmetratge: El guanyador de la Palma d'Or al curt ha estat il·luminat.
| Títol original | Director(s)       | País            |
| -------------- | ----------------- | --------------- |
| Bear           | Nash Edgerton     | Austràlia       |
| Kjøttsår       | Lisa Marie Gamlem | Noruega         |
| Cross          | Maryna Vroda      | França, Ucraïna |
| Ghost          | Dahci Ma          | Corea del Sud   |
| Ce n'est rien  | Nicolas Roy       | Canadà          |
| Meathead       | Sam Holst         | Nova Zelanda    |
| Paternal Womb  | Megumi Tazaki     | Japó            |
| Soy tan feliz  | Vladimir Durán    | Argentina       |
| Badpakje 46    | Wannes Destoop    | Bèlgica         |

### Cannes Classics
Cannes Classics posa el punt de mira en documentals sobre cinema i obres mestres del passat restaurades.
| Títol original                                      | Director(s)              | País                     |
| --------------------------------------------------- | ------------------------ | ------------------------ |
| Tributs                                             |                          |                          |
| A Bronx Tale (1993)                                 | Robert De Niro           | Estats Units             |
| A Clockwork Orange (1971)                           | Stanley Kubrick          | Estats Units, Regne Unit |
| Il conformista (1970)                               | Bernardo Bertolucci      | Itàlia                   |
| Molly (curt 2011)                                   | Moly Kane                | Senegal                  |
| Puzzle of a Downfall Child (1970)                   | Jerry Schatzberg         | Estats Units             |
| Rue Cases-Négres (1983)                             | Euzhan Palcy             | França                   |
| Le Voyage dans la Lune (1902)                       | Georges Méliès           | França                   |
| Documentals sobre Cinema                            |                          |                          |
| Belmondo, itinéraire...                             | Vincent Perrot           | França                   |
| Corman's World: Exploits Of A Hollywood Rebel (CdO) | Alex Stapleton           | Estats Units             |
| Kurosawa, la Voie                                   | Catherine Cadou          | França                   |
| The Look                                            | Angelina Maccarone       | Alemanya, França         |
| Il était une fois… Orange mécanique                 | Antoine de Gaudemar      | França                   |
| Pel·lícules restaurades                             |                          |                          |
| L'assassino (1961)                                  | Elio Petri               | Itàlia                   |
| Les Enfants du paradis (1945)                       | Marcel Carné             | França                   |
| Chronique d'un été (1960)                           | Jean Rouch & Edgar Morin | França                   |
| Despair – Eine Reise ins Licht (1978)               | Rainer Werner Fassbinder | RFA                      |
| Niemandsland (1931)                                 | Victor Trivas            | Alemanya                 |
| Le Sauvage (1975)                                   | Jean-Paul Rappeneau      | França                   |
| La macchina ammazzacattivi (1952)                   | Roberto Rossellini       | Itàlia                   |
| World Cinema Foundation                             |                          |                          |
| Hudutların Kanunu (1966)                            | Ömer Lütfi Akad          | Turquia                  |

(CdO) indica pel·lícula elegible a la Caméra d'Or a la pel·lícula de debut.

### Cinéma de la Plage
El Cinéma de la Plage és una part de la Selecció Oficial. Les projeccions a l'aire lliure a la platja de Canes són obertes al públic.
| Títol original                                      | Director(s)       | País           |
| --------------------------------------------------- | ----------------- | -------------- |
| E la nave va (1984)                                 | Federico Fellini  | Itàlia, França |
| Ant Scream (2011)                                   | Sameh Abdel Aziz  | Egipte         |
| Das Boot: Directors Cut (1981/79)                   | Wolfgang Petersen | Alemanya       |
| The Caine Mutiny (1954)                             | Edward Dmytryk    | Estats Units   |
| 100.000 dollars au soleil (1965)                    | Henri Verneuil    | França, Itàlia |
| Le Magnifique (1973)                                | Philippe de Broca | França, Itàlia |
| A Night to Remember (1958)                          | Roy Ward Baker    | Regne Unit     |
| Reflets sur la Croisette (2011, una sèrie de curts) | Isabelle Putod    | França         |
| Grenouille d'hiver (curt de 2011)                   | Slony Sow         | França         |

## Seccions paral·leles

### Setmana Internacional dels Crítics
La programació de la Setmana Internacional de la Crítica fou anunciada el 18 d'abril a la pàgina web de la secció. La guerre est déclarée, dirigida per Valérie Donzelli, i Pourquoi tu pleures?, dirigida per Katia Lewkowicz, foren seleccionades per a obrir i clausurar la secció Semaine de la Critique.
Pel·lícules
| Títol original                            | Director(s)                     | País               |
| ----------------------------------------- | ------------------------------- | ------------------ |
| 17 filles (CdO)                           | Delphine Coulin & Muriel Coulin | França             |
| Las Acacias (guanyador de la Camera d'Or) | Pablo Giorgelli                 | Argentina, Espanya |
| Avé (CdO)                                 | Konstantin Bojanov              | Bulgària, França   |
| 嫦娥 / Chang'e                            | Zou Peng                        | R.P. de la Xina    |
| Ha-Notenet (CdO) הנותנת                   | Hagar Ben-Asher                 | Israel, Alemanya   |
| Snowtown (CdO)                            | Justin Kurzel                   | Austràlia          |
| Take Shelter                              | Jeff Nichols                    | Estats Units       |

(CdO) indica pel·lícula elegible a la Caméra d'Or a la pel·lícula de debut.
Curtmetratges
| Títol original                                                                      | Director(s)          | País               |
| ----------------------------------------------------------------------------------- | -------------------- | ------------------ |
| Alexis Ivanovitch vous êtes mon héros                                               | Guillaume Gouix      | França             |
| Black Moon                                                                          | Amy Siegel           | Estats Units       |
| Blue                                                                                | Stephen Kang         | Nova Zelanda       |
| Boy                                                                                 | Topaz Adizes         | Estats Units       |
| 불멸의 사나이 / Bul-myul-ui-sa-na-ie                                                | Moon Byoung-gon      | Corea del Sud      |
| 집 앞에서 / Jib Apeseo                                                              | Lee Tae-ho           | Corea del Sud      |
| La inviolabilidad del domicilio se basa en el hombre que aparece empuñando un hacha | Alex Piperno         | Uruguai, Argentina |
| Junior                                                                              | Julia Ducournau      | França             |
| Permanências                                                                        | Ricardo Alves Júnior | Brasil             |
| Dimanches                                                                           | Valéry Rosier        | Bèlgica            |

Projeccions especials
| Títol original             | Director(s)              | País                 |
| -------------------------- | ------------------------ | -------------------- |
| Pourquoi tu pleures? (CdO) | Katia Lewkowicz          | França               |
| La guerre est déclarée     | Valérie Donzelli         | França               |
| My Little Princess (CdO)   | Eva Ionesco              | França               |
| Mourir auprès de toi       | Spike Jonze & Simon Cahn | França               |
| Walk Away Renee            | Jonathan Caouette        | Estats Units, França |

(CdO) indica pel·lícula elegible a la Caméra d'Or a la pel·lícula de debut.

### Quinzena dels directors
Les següents pel·lícules foren exhibides en la Quinzena dels directors de 2011 (Quinzaine des Réalizateurs):
Pel·lícules
| Títol original                | Director(s)                               | País          |
| ----------------------------- | ----------------------------------------- | ------------- |
| Blue Bird                     | Gust Van Den Berghe                       | Bèlgica       |
| Atmen (CdO)                   | Karl Markovics                            | Àustria       |
| Code Blue                     | Urszula Antoniak                          | Països Baixos |
| La Fin du silence (CdO)       | Roland Edzard                             | França        |
| La Fée                        | Dominique Abel, Bruno Romy & Fiona Gordon | Bèlgica       |
| Les Géants                    | Bouli Lanners                             | Bèlgica       |
| Après le sud (CdO)            | Jean-Jacques Jauffret                     | França        |
| Corpo Celeste (CdO)           | Alice Rohrwacher                          | Itàlia        |
| Impardonnables                | André Téchiné                             | França        |
| En ville (CdO)                | Valérie Mrejen i Bertrand Schefer         | França        |
| Ostrovat (Островът)           | Kamen Kalev                               | Bulgària      |
| Chatrak                       | Vimukthi Jayasundara                      | Índia         |
| The Other Side of Sleep (CdO) | Rebecca Daly                              | Irlanda       |
| Busong                        | Auraeus Solito                            | Filipines     |
| Play                          | Ruben Östlund                             | Suècia        |
| Porfirio                      | Alejandro Landes                          | Colòmbia      |
| Return (CdO)                  | Liza Johnson                              | Estats Units  |
| Jeanne captive                | Philippe Ramos                            | França        |
| O Abismo Prateado             | Karim Aïnouz                              | Brasil        |
| Sur la planche                | Leila Kilani                              | Marroc        |
| Volcano (CdO)                 | Runar Runarsson                           | Islàndia      |

(CdO) indica pel·lícula elegible a la Caméra d'Or a la pel·lícula de debut.
Projeccions especials
| Títol original                         | Director(s)                            | País         |
| -------------------------------------- | -------------------------------------- | ------------ |
| Back Door Channels: The Price of Peace | Harry Hunkele                          | Estats Units |
| Koi no Tsumi                           | Sion Sono                              | Japó         |
| Les jeunes gens modernes               | Jérôme de Missolz & Jean-François Sanz | França       |
| La nuit elles dansent                  | Isabelle Lavigne & Stéphane Thibault   | Canadà       |
| El velador                             | Natalia Almada                         | Estats Units |

Curtmetratges
| Títol original                                           | Director(s)      | País         |
| -------------------------------------------------------- | ---------------- | ------------ |
| Anonymous (street meat)                                  | Migdia Chinea    | Estats Units |
| Armand 15 ans l'été dernier                              | Blaise Harrison  | França       |
| Boro in the Box                                          | Bernard Mandico  | França       |
| Cigarette at Night                                       | Duane Hopkins    | Regne Unit   |
| Csicska                                                  | Attila Till      | Hongria      |
| Dans le jardin du temps, portrait d'Ely et Nina Bielutin | Clément Cogitore | França       |
| Demain, ça sera bien                                     | Pauline Gay      | França       |
| Fourplay: Tampa                                          | Henry Kyle       | Estats Units |
| La conduite de la Raison                                 | Aliocha          | França       |
| Killing the chickens to Scare the Monkeys                | Jens Assur       | Suècia       |
| Mila Caos                                                | Simon Paetau     | Alemanya     |
| Nuven                                                    | Basil Da Cuncha  | Xile         |
| Las Palmas                                               | Johannes Nyholm  | Suècia       |
| Le songe de Poliphile                                    | Camille Henrot   | França       |
| Vice versa one                                           | Sadat Shahrbanoo | Afganistan   |

## Premis

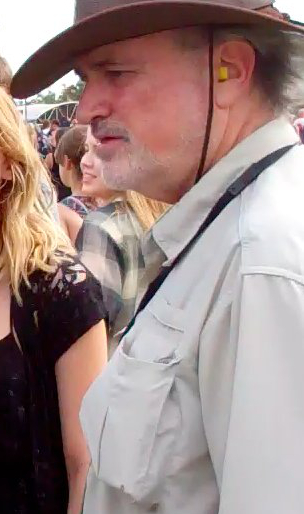
Terrence Malick, guanyador de la Palma d'Or

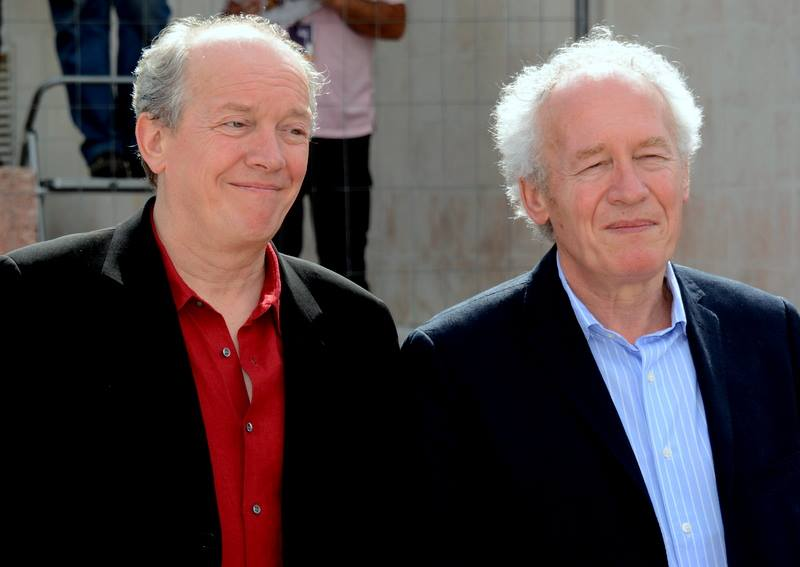
Jean-Pierre i Luc Dardenne, guanyadors del Grand Prix

### Premis oficials
La Palma d'Or fou guanyada per la pel·lícula estatunidenca The Tree of Life dirigida per Terrence Malick. Dos dels productors de la pel·lícula, Bill Pohlad i Sarah Green, acceptaren el premi en representació del reclusiu Malick. The Tree of Life és la primera pel·lícula estatunidenca guanyadora de la Palma d'Or des de Fahrenheit 9/11 en 2004. El president del jurat, Robert De Niro, va dir que era difícil escollir un guanyador, però que The Tree of Life "en última instància, s'ajusta al premi". De Niro va explicar: "Tenia la mida, la importància, la intenció, el que vulguis dir-ho, que semblava adaptar-se al premi".
Les següents pel·lícules foren guardonades en el festival de 2011:
En competició
- Palma d'Or: The Tree of Life de Terrence Malick
- Grand Prix: Bir Zamanlar Anadolu'da de Nuri Bilge Ceylan i El nen de la bicicleta de Jean-Pierre i Luc Dardenne
- Millor director: Nicolas Winding Refn per Drive
- Millor guió: Hearat Shulayim de Joseph Cedar
- Millor actriu: Kirsten Dunst per Melancholia
- Millor actor: Jean Dujardin per The Artist
- Premi del Jurat: Polisse de Maïwenn

Un Certain Regard
- Prix Un Certain Regard: Arirang de Kim Ki-duk i Halt auf freier Strecke d'Andreas Dresen[41]
- Premi del Jurat Un Certain Regard: Elena d'Andrei Zviàguintsev
- Un Certain Regard al millor director: Mohammad Rasoulov per Be omid e didār

Cinéfondation
- Primer premi: The Letter de Doroteya Droumeva
- 2n Premi: Drari de Kamal Nazraq
- 3rd Premi: Fly de Night de Son Tae-gyum

Càmera d'Or
- Caméra d'Or: Las Acacias de Pablo Giorgelli

Curtmetratges
- Palma d'Or al millor curtmetratge: Cross de Maryna Vroda
- Distinció Especial al curtmetratge: Swimsuit 46 de Wannes Destoop

### Premis independents
Premis FIPRESCI
- Le Havre dAki Kaurismäki (En competició)
- L'Exercice de l'État de Pierre Schöller (Un Certain Regard)
- Take Shelter de Jeff Nichols (Setmana de la Crítica)

Premi Vulcan a l'Artista Tècnic
- Premi Vulcan: José Luis Alcaine (fotografia) per La piel que habito

Jurat Ecumènic
- Premi del Jurat Ecumènic: This Must Be the Place de Paolo Sorrentino
- Premi del Jurat Ecumènic - Menció especial: Le Havre d'Aki Kaurismäki & Halla' Lawein? de Nadine Labaki[43]

Premis en el marc de la Setmana Internacional de la Crítica
- Gran Premi Nespresso de la Setmana de la Crítica: Take Shelter de Jeff Nichols
- Menció especial del President del Jurat: Snowtown de Justin Kurzel
- Prix SACD: Take Shelter de Jeff Nichols
- Premi ACID/CCAS: Las Acacias de Pablo Giorgelli
- Premi dels Crítics Molts Joves: Las Acacias de Pablo Giorgelli

Premis en el marc de la Quinzena dels Directors
- Confederació Internacional d'Art Cinemas: Les Géants de Bouli Lanners
- Prix SACD: Les Géants de Bouli Lanners

Association Prix François Chalais
- Prix François Chalais: Halla' Lawein? de Nadine Labaki

Palma Queer
- Premi Palma Queer: Skoonheid d'Oliver Hermanus

'Palma Gos
- Premi Palma Gos: Uggy per The Artist
- Premi especial del Jurat: Laika per Le Havre